# 墨西哥國會圖書館
墨西哥國會圖書館（西班牙語：Biblioteca del Honorable Congreso de la Unión，直譯為聯邦國會圖書館），是墨西哥的公共圖書館，主要收藏該國自獨立以來的國會議事紀錄，館址位於墨西哥城歷史中心的塔古巴街（Tacuba Street），鄰近玻利瓦街（Bolivar Street）街口。
圖書館建築最初是16世紀建立的貧窮修女會修道院的一部分，後於19世紀因《改革法令》而被政府徵用。此後該棟建築陸續轉為政府辦公室、營房，甚至是餐廳等用途；1936年墨西哥政府在該處成立國會圖書館，後館藏檔案數量逐漸超出原建築的容量，部分館藏現已轉移至聖拉撒路立法宮。

## 貧窮修女會

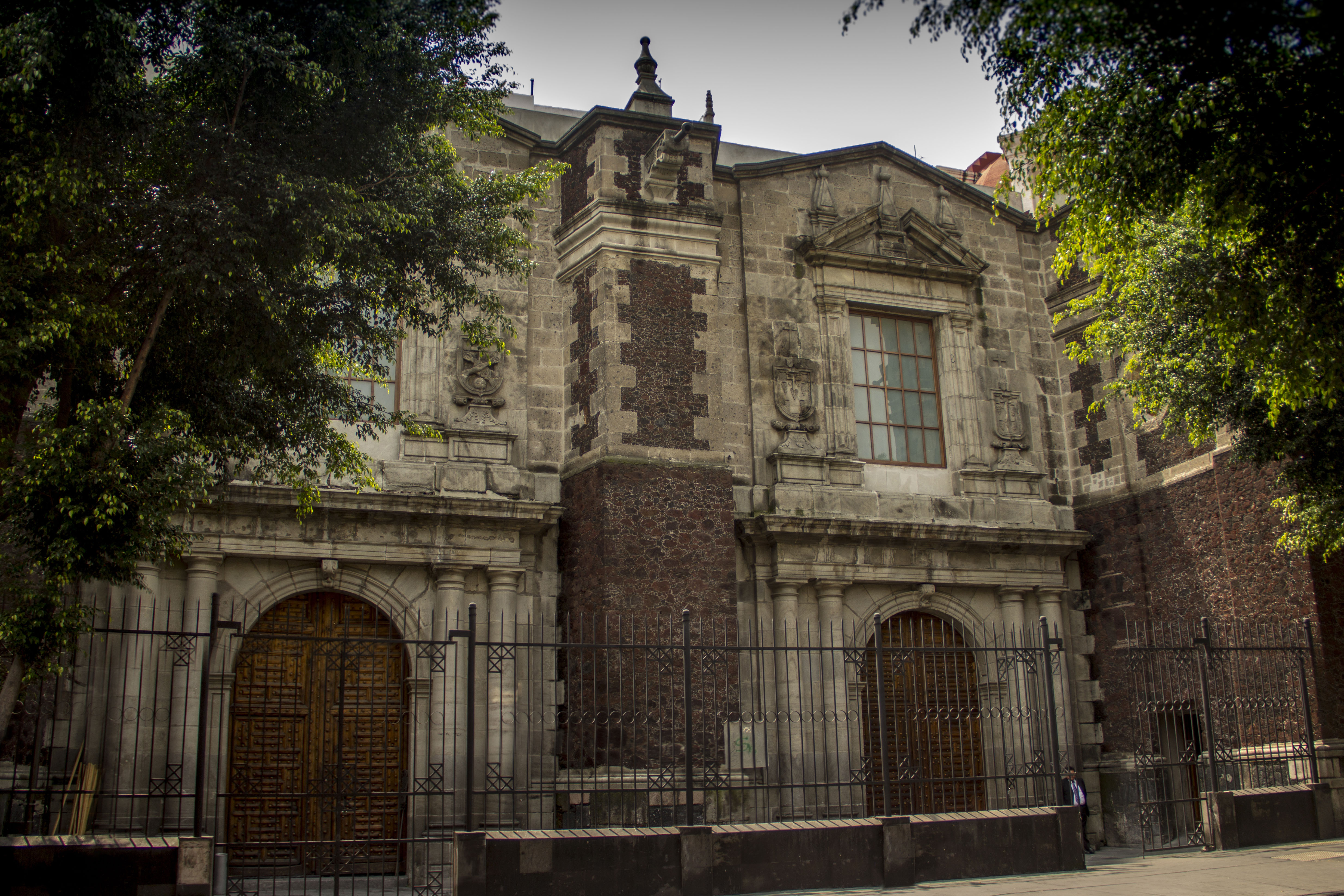
建築正面

1568年，安東尼奧·桑切斯（Antonio Sanchez）家族向貧窮修女會捐贈土地，用以興建修道院，最初僅有6名修女進駐。修道院的首座教堂於1661年竣工，建築整體雖歸類於巴洛克風格，但由於設計簡約，外觀上更接近埃雷拉式的嚴謹風格。
1677年，教堂遭遇火災焚毀，後於1703年重建為公眾教堂，並更名為「聖潔無原罪教堂」（Purísima Concepción），牆體與扶壁以火山岩「Tezontle」建成，立面、壁柱、拱門、穹頂和圓頂則使用砂岩，樓梯採用花崗岩打造，教堂內的祭壇為大理石製，並藉由鐵欄杆與教堂的主體空間區隔。

## 19世紀至20世紀中葉
墨西哥總統貝尼托·華瑞茲推動《改革法令》期間，修道院於1859年被迫關閉，建築物亦遭到徵收。1861年，該建築由社會救助局（Dirección de Beneficencia）進駐使用，其後陸續用作營房和天文觀測所。1882年，墨西哥政府以1,300披索將整體建築出售予尤赫尼奧·佛雷特特（Eugenio Folletete），之後經過幾次易手，最終由曼努爾·岡薩雷斯將軍購得。20世紀初，建築群被拆分，部分由政府繼續持有並用以存放立法檔案；原先的教堂建築則由曼努爾·埃切維里亞（Manuel Echeverría）購入，後者將其改建成一間名為「La Constancia」的酒館，教堂鐘樓因此被拆除，並於玻利瓦街（Bolivar Street）側另外開一道新門。
然而自墨西哥革命爆發後，民族主義情緒逐漸高漲，業主埃切維里亞因其西班牙人的身分，導致公眾不滿該建築由外國人所有及利用歷史建築經營酒館，進而引發抗議活動，這類行動零星持續至1930年代，最終在社會壓力以及國有化的趨勢下，埃切維里亞將建築出售予胡里奧·R·拉拉·索薩（Julio R. Lara Sosa）。
此外，自20世紀初即屬於墨西哥政府所有的部分，約有50年的時間被用於儲存國會資料，然自1940年代起建築結構因年久失修而出現滲水與裂縫，亟需大規模整修，但直至1950年代改善工程仍未啟動，檔案受損的風險日益嚴重，最終由於翻修費用高昂，當局並非選擇修復建築本身，而是將部分檔案文獻遷往異地存放；另一方面，來此查閱資料的學生人數逐漸增加，原有空間也已不足以容納。

## 圖書館建立
1935年，眾議員卡洛斯·A·卡爾德隆（Carlos A. Calderón）提議向公眾開放眾議院圖書館，以促進大眾文化的發展；負責審議的委員會建議整合眾議院、共和國參議院、財政審計總署的館藏資源，設立「聯邦國會圖書館」（Biblioteca del Congreso de la Unión），並向行政部門請求撥用與兩院距離相近的原修道院建築作為圖書館館址，後於1936年9月4日落成啟用。 
1960年代，教堂建築因長年缺乏維護，大多數時間均處於廢棄狀態。1962年，政府取得教堂建築的所有權，與原先所有的修道院部分一併整修，並於圖書館旁興建8層樓高的新建築。
整修後的建築面積為845平方（0.0845公頃），後由於館藏規模逐漸超出圖書館所能容納的數量，當局使用其他附加建築存放檔案資料，部分檔案被移往墨西哥眾議院所在地聖拉撒路立法宮保存。目前館藏目錄仍以實體卡片形式保存，館方有制定計畫（「Bibliomex」）將館藏資料數位化。